# Bloc électoral ACUM (DA-PAS)
Le Bloc électoral ACUM (DA-PAS) (Bloc électoral Maintenant, en roumain : Blocul electoral „ACUM Platforma DA și PAS”), aussi connu sous le nom d'ACUM, est une alliance politique de Moldavie pro-européenne et anti-oligarchie. Elle rassemble principalement le Parti action et solidarité (PAS) et la Plateforme vérité et dignité (DA) en vue des législatives moldaves de 2019, au cours desquelles le bloc remporte 26 sièges sur 101. Ce résultat lui permet de devenir le partenaire majoritaire d'une coalition avec le Parti des socialistes au sein du gouvernement Sandu.

## Histoire
Depuis 2016, l'idée de renforcer les forces pro-européennes et anti-oligarchiques a été répandu. En 2017, les partis d'opposition PAS et la plateforme DA ont annoncé qu'ils formeraient une plate-forme commune pour les élections législatives moldaves de 2019,. Le renforcement des forces de l'opposition s'est également traduit par la désignation d'un candidat commun issu du PAS et de la plateforme du DA pour l'élection présidentielle moldave de 2016 et l'élection du maire de Chișinău en 2018. À la suite de l'invalidité de l'élection du maire, remportée par le candidat commun Andrei Năstase, le PAS, la plate-forme DA et le Parti libéral-démocrate de Moldavie, a annoncé la création du Mouvement de résistance nationale "Maintenant".
Le 16 décembre 2018, Maia Sandu et Andrei Năstase, respectivement du PAS et de la plate-forme du DA, ont signé l'accord établissant ACUM pour les élections législatives du 24 février 2019. Le Parti libéral-démocrate de Moldavie a alors rejoint le bloc "ACUM", et certains représentants du PLDM sont inscrits dans la liste des candidats du bloc dans les circonscriptions nationales, et d'autres dans certains districts uninominal. À son tour, le Parti Unité nationale déclare son soutien inconditionnel à ACUM.
L'alliance est dissoute de facto en novembre 2019 après que le PAS a unilatéralement mis fin à l'accord.

## Composante
- Plateforme vérité et dignité
- Parti action et solidarité
- Parti libéral-démocrate de Moldavie
- Parti Unité nationale

## Résultats électoraux

### Élections législatives
| Année | Voix    | %     | Rang | Sièges   | Gouvernement                         |
| ----- | ------- | ----- | ---- | -------- | ------------------------------------ |
| 2019  | 380 180 | 26,84 | 3e   | 26 / 101 | Sandu (2019), opposition (2019-2021) |